# Hochwasser in Ghana 2015
Das Hochwasser in Ghana 2015 betraf vor allem die ghanaische Hauptstadt Accra sowie deren unmittelbare Umgebung und begann am 1. Juni 2015 durch heftige Regenfälle. Das einige Tage andauernde Hochwasser forderte 25 Todesopfer direkt durch die Flut, sowie bis zu 200 weitere Todesopfer durch eine vom Hochwasser herbeigeführten Explosion und anschließenden Brand einer Tankstelle, unter der sich Menschen zum Teil mit ihren Fahrzeugen vor der Flut schützen wollten. Insgesamt waren 36.000 Hauptstadtbewohner von den Überschwemmungen betroffen.

## Ablauf und Auswirkungen
Nachdem es ab 1. Juni 2015 rund um die Hauptstadt Accra zu starken und mehrere Stunden anhaltenden Regenfällen gekommen war, führte das langsam ansteigende Wasser bereits anfangs zu dichtem Verkehr, der sich nach immer weiter steigenden Wasser nahezu komplett legte und ein Weiterkommen fast unmöglich machte. So wurde unter anderem der Kaneshie Markt im Vorort Kaneshie sowie dessen Umgebung überschwemmt. Des Weiteren war ab 3. Juni, dem Tag, an dem der meiste Niederschlag fiel, auch die Graphic Road, an der zahlreiche Autohändler internationaler Marken angesiedelt sind, vom Hochwasser betroffen, wobei unter anderem die Ausstellungshäuser von Toyota Ghana oder Rana Motors komplett unter Wasser standen, was Millionenschäden bedeutete.
Folgenschwerer war eine aus der Flut resultierende Explosion einer GOIL-Tankstelle gegenüber dem Ghana Commercial Bank Tower nahe der Kwame Nkrumah Interchange im Stadtzentrum Accras. Zu diesem Zeitpunkt suchten dort mehrere hundert Menschen, zum Teil mit ihren Fahrzeugen, Schutz vor den Wassermassen; noch kurz vor der Explosion bemerkten Augenzeugen einen Treibstoff- und Ölfilm auf der Wasseroberfläche. Dieser entzündete sich beim Auftreffen auf einen Brand eines angrenzenden Gebäudes. Bei der Explosion und dem anschließenden Brand, der von der Tankstelle auf weitere angrenzende Gebäude, darunter eine Apotheke, Büros und Wohnhäuser, übergriff, starben verschiedenen Berichten zufolge mindestens 73 bis zu 200 Menschen. Viele der Todesopfer, wie auch die Verletzten wurden ins 37 Military Hospital gebracht, dessen Verantwortlichen bald meldeten, dass die Leichenhalle erfüllt sei, was zur Folge hatte, dass Leichen noch am nächsten Tag auf der Straße lagen. Bereits am 4. Juni trafen der Bürgermeister Accras, Alfred Vanderpuije, der Parlamentarier Nii Armah Ashitey, sowie der ghanaische Präsident John Dramani Mahama an der Unglücksstelle zusammen.

## Reaktionen
Am gleichen Tag gab Präsident Mahama bekannt, dass mindestens 150 Menschen umgekommen seien, was die größte Opferzahl in der Geschichte Ghanas seit der Massenpanik im Accra Sports Stadium 2001 wäre. Des Weiteren ordnete Mahama am 4. Juni eine dreitägige Staatstrauer beginnend mit 8. Juni an; Kommunikationsminister Edward Omane Boamah und Innenminister Mark Woyongo sprachen von einer nationalen Katastrophe.
Von Kardinalstaatssekretär Pietro Kardinal Parolin kam am 5. Juni im Namen von Papst Franziskus ein Telegramm an den Right Reverend Joseph Osei-Bonsu, Präsident der ghanaischen Bischofskonferenz, in dem Beileid bekundet wurde.
Von der Regierung um Präsident Mahama wurde im Flagstaff House eine Summe in Höhe GH₵ 60 Millionen zur Unterstützung der Opfer und der Hinterbliebenen freigegeben.
Viele ghanaische Persönlichkeiten wie die Fußballspieler Asamoah Gyan, Kevin-Prince Boateng oder die Black Stars zollten den Opfern der Katastrophe Tribut. Des Weiteren wurde unter anderem am 1. August 2015 ein Fußball- und Erziehungs-Event sowie Konzert im Mandela Park von Ashaiman veranstaltet, an dem unter anderem der diesjährige BET-Award-Preisträger Stonebwoy, sowie weitere lokale Künstler und Sportler wie der ehemalige Fußballnationalspieler Stephen Appiah, die Miss Ghana Tourism 2014 Belvy Naa Teide Ofori, der Sänger Kalybos (geb. Richard Asante), der Sänger Ecstasy, sowie zahlreiche weitere ghanaische Persönlichkeiten teilnahmen.